# علندي

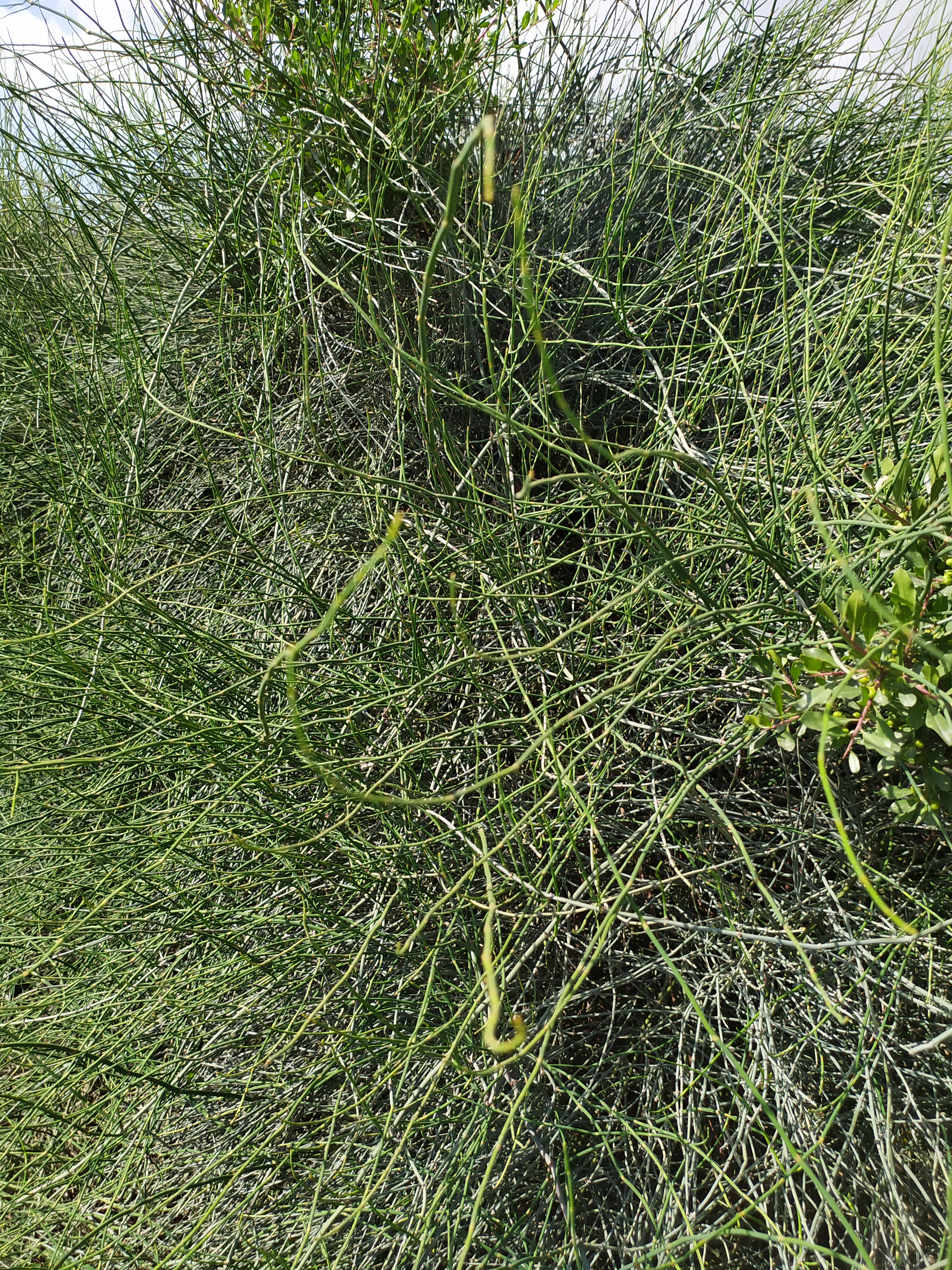
نبات العلندة الجبلي،يستخدم لأغراض طبية

عنب البحر أو العَلَنْدي أو الفدر أو العلندة أو القعود (باللاتينية: Ephedra) جنس نباتي يتبع الفصيلة العلندية من شعبة الجنتويات. توجد بعض أنواعه في البيئات الجافة في مناطق الوطن العربي وحوض البحر الأبيض المتوسط.

## من أنواع العلندى في الوطن العربي
- العلندى الانتقالية (باللاتينية: Ephedra transitoria) في بلاد الشام
- العلندى الأنثوية (باللاتينية: Ephedra foeminea) في بلاد الشام وسيناء والمغرب العربي وقبرص وتركيا والبلقان وإيطاليا
- العلندى العالية (باللاتينية: Ephedra altissima) في المغرب العربي
- العلندى عديمة الأوراق (باللاتينية: Ephedra aphylla) في الجزيرة العربية والعراق وبلاد الشام ومصر والمغرب العربي
- العلندى الكبيرة (باللاتينية: Ephedra major) في بلاد الشام والمغرب العربي وقبرص وتركيا والقوقاز وجنوب أوروبا
- العلندى المجنحة (باللاتينية: Ephedra alata) في الجزيرة العربية والعراق وبلاد الشام ومصر والمغرب العربي
- العلندى الهشة (باللاتينية: Ephedra fragilis) في المغرب العربي وإيطاليا وإسبانيا والبرتغال
- العلندى الورقية (باللاتينية: Ephedra foliata) في بلاد الشام ومصر والمغرب العربي